# Быково (Шипуновский район)
Бы́ково — село в Шипуновском районе Алтайского края России. Входит в состав Российского сельсовета.

## География
Село находится в центральной части Алтайского края, в пределах степной зоны Предалтайской равнины, на левом берегу реки Алей, на расстоянии примерно 8 км (по прямой) к юго-западу от села Шипуново, административного центра района. Абсолютная высота — 190 м над уровнем моря.

### Климат
Климат характеризуется как континентальный. Средние показатели температуры воздуха в зимний период находятся в диапазоне между −15 °C и −10 °C, летом — в диапазоне между 15 °C и 20 °C. Количество осадков, выпадающих зимой, в среднем составляет 187 мм, летом — 273 мм.

## История
Основано в 1776 году. По данным 1926 года имелось 328 хозяйство и проживал 1731 человек (в основном — русские). Действовала школа I ступени. В административном отношении село являлось центром Быковского сельсовета Шипуновского района Рубцовского округа Сибирского края.

## Население
| 1926 | 1997 | 1998 | 1999 | 2000 | 2001 | 2002 | 2003 | 2004 | 2005 |
| ---- | ---- | ---- | ---- | ---- | ---- | ---- | ---- | ---- | ---- |
| 1731 | ↘720 | ↘706 | ↘692 | ↗696 | ↘693 | ↘660 | ↘655 | ↘642 | ↘637 |
| 2006 | 2007 | 2008 | 2009 | 2010 | 2011 | 2012 | 2013 |      |      |
| ↘626 | ↘604 | ↘580 | ↘577 | ↗611 | ↘610 | ↘607 | ↘598 |      |      |

### Национальный состав
Согласно результатам переписи 2002 года, в национальной структуре населения русские составляли 97 % от 676 чел.

## Улицы
| - пер. Главный, - пер. Заря, - ул. Молодёжная, | - ул. Набережная, - ул. Новая, - ул. Школьная. |

## Инфраструктура
В селе функционируют средняя общеобразовательная школа и фельдшерско-акушерский пункт.

## Известные уроженцы
- Вениамин Андреевич Бармин (1928—2018) — советский журналист. Заслуженный работник культуры РСФСР.
- Баталов, Сергей Александрович (род. 1961) — российский писатель и журналист, собственный корреспондент.